# Kászonmonostor
Kászonmonostor románul: Mănăstirea Cașin község és községközpont Romániában, Moldvában, Bákó megyében.

## Fekvése
A megye délnyugati részén, Bákótól és Kászontól délnyugatra fekvő település.

## Története
Kászonmonostor (Mănăstirea Cașin) községközpont, melyhez 4 falu: Lupeşti, Mănăstirea Caşin, Pârvuleşti és Scutaru tartozik hozzá.